# グアテマラの国旗
グアテマラの国旗（Flag of Guatemala）は空色と白で主に構成されている。空色は国が太平洋と大西洋二つの海に挟まれていることを表している。そして中央の白は国の純粋さの象徴として使われている。
白地が2つの青で挟まれたストライプは元々中米連邦の国旗であった。グアテマラの国旗ではストライプを縦向きにして使用している。
中央に描かれているのは自由の象徴である鳥のケツァールで、中央アメリカ諸国が1821年9月12日にスペインから独立を宣言したことの象徴である。中央で十字になっている小銃はグアテマラを守るためには戦争をも辞さない意志を表し、オリーブの輪が平和を表している。

?市民用旗および海上旗
大統領旗
?現在の国旗（縦横比2:3の別タイプ）

## 歴代の国旗

### スペイン

?1785年までの旗
?1785年の旗
?1875年 - 1821年

### 中央アメリカ

? 1823年8月21日 - 1824年11月22日 中央アメリカ諸州連合
? 1824年11月22日 - 1847年3月21日 中央アメリカ連邦共和国

### グアテマラ

?1825年-1838年の国旗
?1838年-1843年の国旗
?1843年-1851年の国旗
?1851年-1858年の国旗
?1851年-1858年の市民用旗
?1858年-1871年の国旗
?1858年-1871年の市民用旗
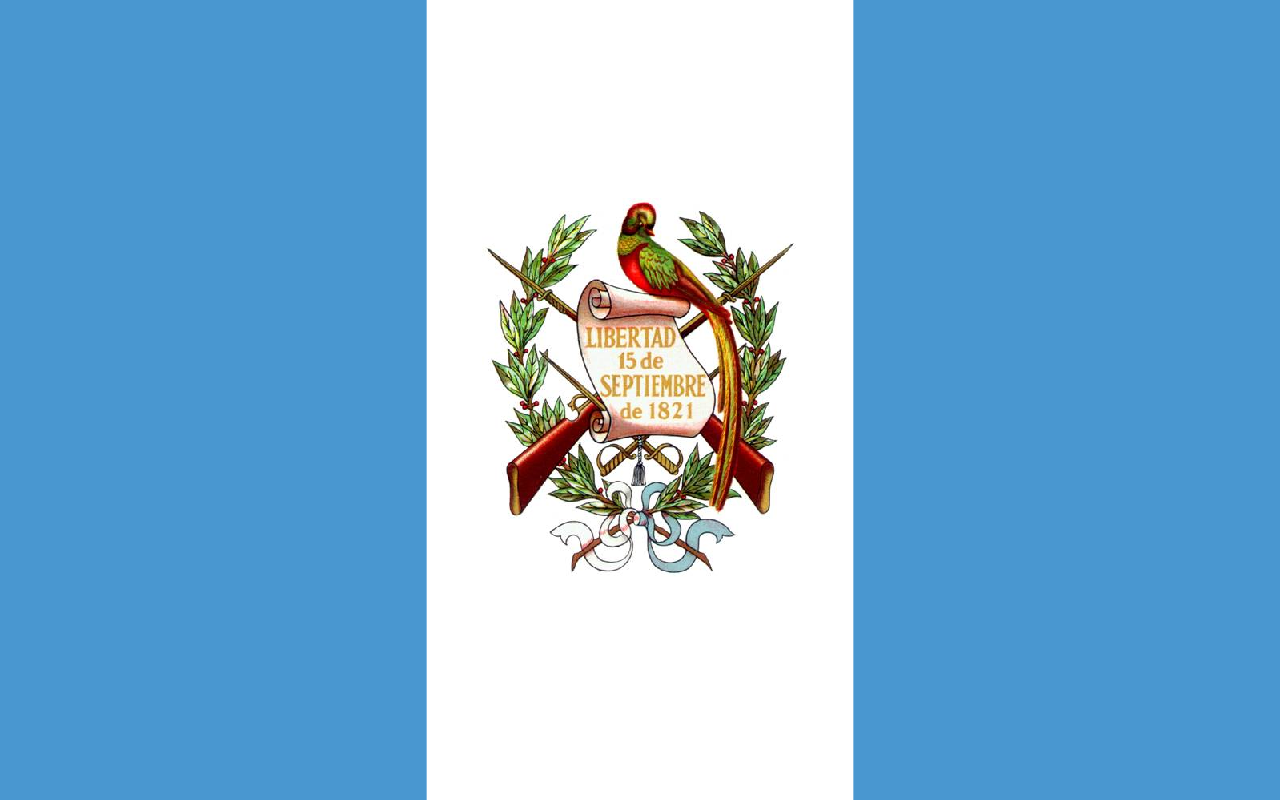
?1871年-1968年の国旗
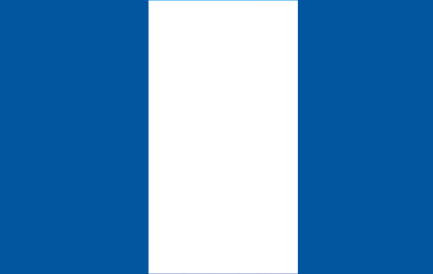
?1871年-1968年の市民用旗
?1924年の国旗
?1968年の国旗
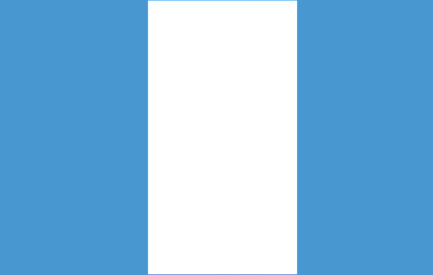
?1968年の市民用旗